# Anders Leonard Zorn
Anders Leonard Zorn (Mora, Dalarna, 18 de febrer de 1860 - Mora, 22 d'agost de 1920), va ser un pintor impressionista, escultor i gravador suec.

## Biografia
Va néixer a Mora, Dalarna. Fill de Grudd Anna Andersdotter i Leonhard Zorn, no va arribar a conèixer el seu pare i va ser criat pels seus avis. Va començar a estuidar el 1872 a l'escola d'Enköping. Tres anys després, el 1875, es va matricular a l'"Acadèmia de les Arts d'Estocolm", on va estar estudiant fins a 1880. El mateix any que va acabar els seus estudis va conèixer Emma Lamm, més coneguda com a Emma Zorn (1860 - 1942, Mora, que provenia d'una acabalada família, i amb qui es va casar el 1885.

## Obra
Va estar viatjant per Europa i al seu pas per Espanya es va interessar per l'obra de Velázquez, per la qual cosa va començar a experimentar amb els diferents efectes sobre l'aigua, com es pot observa a Sommarnöje (1886). Poc després va viatjar a França on va adquirir força fama i va establir la seva residència a París. A l'Exposición Universal de París (1889) va ser nomenat Cavaller de la Legió d'Honor francesa i es va assentar com un dels pintors més importants de l'època, arribant fins i tot a rebre una invitació per exposar el seu autoretrat a la Galeria Uffizi.
Es va convertir en un dels pintors de retrats més reconeguts internacionalment en el seu moment, la qual cosa li va valer un lloc entre les principals personalitats de la vida cultural parisenca de la primera meitat del segle xix.
Amb motiu de l'"Exposició Internacional de Columbia" (1893), Zorn va realitzar el primer de diversos viatges als Estats Units on va poder comptar amb tres dels seus presidents com a models: Grover Cleveland el 1899, Theodore Roosevelt (1905) i William Taft, (1911).
El 1896 Anders i la seva esposa Emma van tornar a Mora. Zorn va començar a mostrar una preocupació creixent per la conservació del folklore musical suec, preocupació que plasma a les seves obres. Va Començar a incloure temes de caràcter popular, com escenes costumistes pròpies del poble suec. Fidel reflex d'això és el quadre Midsommardans (1897), una representació de ballarins sota la llum crepuscular en una celebració rural del Solstici d'estiu.
La pintura a l'oli de Zorn mostra un naturalisme pròxim a l'Impressionisme, on es percep l'influència de Velázquez, mentre que la seva obra com a gravador es resol en traços solts, quedant patents les seves qualitats de dibuixant i una similitud palpable inspirada en Rembrandt. Es conserven 289 gravats.
Va realitzar així mateix un gran nombre d'aquarel·les, especialment durant els seus primers anys de matrimoni, apressat per la seva dona. Podem destacar Sommarnöje (Vacances d'estiu) (1886) o la seva aquarel·la més famosa, Vårt dagliga bröd (El nostre pa diari) (1886).
Els seus nus són cèlebres, sèrie que va iniciar durant la seva estada a França, amb obres com Outdoors (1888) o Les banyistes (1888).
El polifacètic artista va destacar també en l'àmbit de l'escultura, de la qual ens va llegar obres de caràcter naturalista en petit format, com Bany matutí (1909), i de caràcter públic, com l'Estàtua de Gustav Vasa (1903).
Alguns dels seus treballs més importants es troben exposats en el Nationalmuseum (Museu Nacional de Belles Arts) a Estocolm, Suècia. Altres museus que allotgen treballs de Zorn són el Musée d'Orsay a París i el Metropolitan Museum Of Art a Nova York.

## Reconeixements
Després de la seva mort, la seva dona Emma, va fundar el Museu Anders Zorn, ubicat a la seva ciutat natal el 1939. Conté una mostra representativa dels treballs de l'artista suec en totes les seves facetes. Va ser inaugurat per Ragnar Östberg.
El 1960 amb motiu del centenari del naixement de l'artista, es va publicar un segell postal dedicat al pintor i dibuixant. La imatge del segell és el seu aiguafort Autoretrat de 1904. Però no solament se li va dedicar aquest segell, si no que se'n va fer un altre a partir d'una de les seves obres, Hins Anders de (1904). Desgraciadament, aquesta pintura es trobava exposada en el Thielska galleriet (Estocolm), d'on va ser robada el 20 de juny del 2000. Continua desapareguda avui dia.

## Galeria d'imatges
- Sommarnöje (1886) Vacances d'Estiu
- Outdoors (1888)
- Midsommardans (1897) Solstici d'estiu
- Hins Anders (1904) El Violinista
- Helga (1917)